# Forces motrices Hongrin-Léman

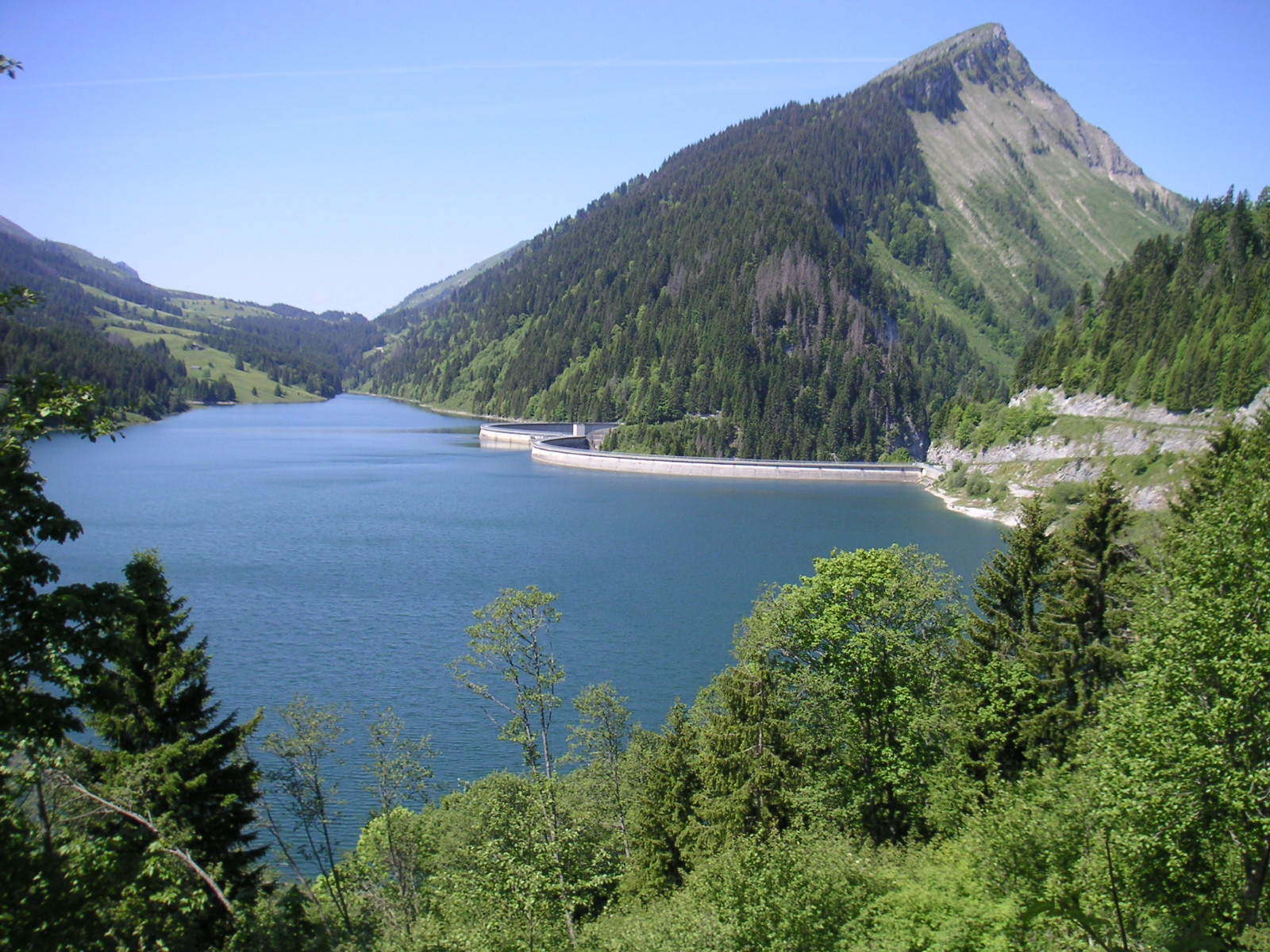
Le barrage à double voûte du Lac de l'Hongrin.

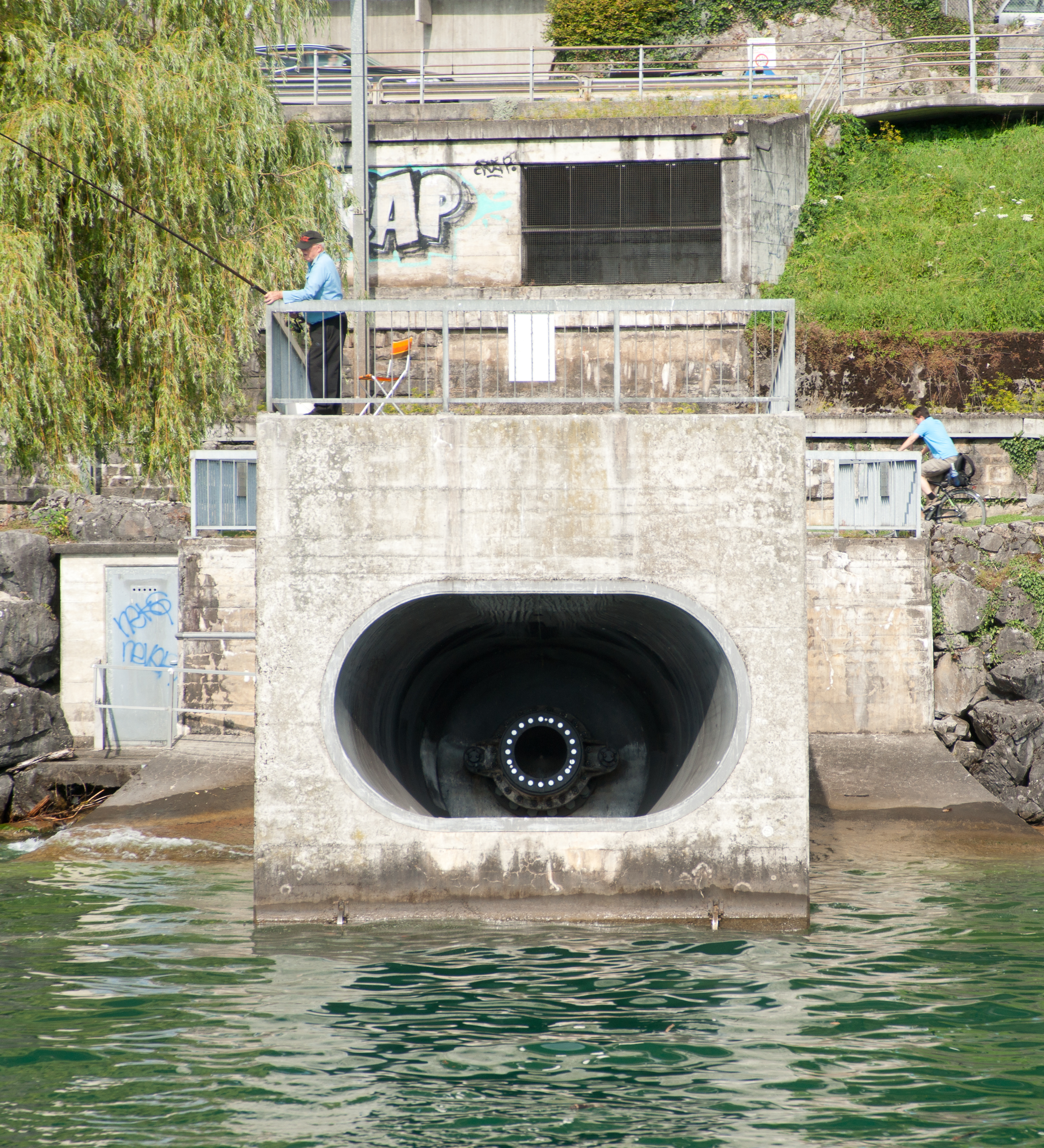
La vanne de fond dans le Lac Léman.

Les Forces motrices Hongrin-Léman (FMHL) sont une société vaudoise possédant le barrage de l'Hongrin et la centrale hydroélectrique de pompage-turbinage de Veytaux.

## Société
Les Forces motrices Hongrin-Léman sont une société anonyme de partenaires et ont été fondées en 1963. Les partenaires sont Romande énergie (41 %), Alpiq (39 %), Groupe E (13 %) et la Ville de Lausanne (6 %)[réf. nécessaire].
Le barrage et la centrale de pompage-turbinage sont actuellement exploités sur mandat par Hydro exploitation SA.

## Barrage de l'Hongrin
- Année de construction : 1969 (ensemble des travaux liés au barrage entre 1966-1971). Sur la question du partage des eaux, le projet hydroélectrique de l'Hongrin nourrit des tensions pendant une quinzaine d'années entre les gouvernements des cantons de Vaud et de Fribourg[1].
- Volume du barrage : 345 000 m3
- Hauteur des deux voûtes : 123 m et 93 mètres[2]
- Longueur du couronnement : 325 m

Une galerie d'amenée de 8 km et une conduite forcée de 1,2 km acheminent les eaux du lac à l'usine hydroélectrique souterraine de Veytaux (dénivellation de 873 métres). Le système est doté d'une cheminée d'équilibrage à Sonchaux.

## Centrale de pompage-turbinage de Veytaux
La centrale hydroélectrique est situé à Veytaux, sur la rive du Lac Léman, à proximité du Château de Chillon. La centrale possède quatre turbines et a une puissance totale de 240 MW. En plus de turbines Pelton, l'usine est équipée de pompes permettant de monter de l'eau du Lac Léman au Lac de l'Hongrin (pompage-turbinage).
Les centrales de pompage-turbinage permettent à la fois de produire ou de consommer (stocker) du courant, et ainsi d'équilibrer l'offre et la demande de courant sur le réseau national et international. La différence entre le courant consommé pour monter l'eau et le courant produit à la descente est de l'ordre de 20 %. Mais cela est avantageux lorsque le courant utilisé pour pomper l'eau est acheté à bon marché et que le prix de vente lorsque la demande est forte est élevé.

### Agrandissement
Entre 2011 et 2015, des travaux ont lieu pour doubler la puissance (480 MW), par l'ajout de deux nouvelles turbines de 120 MW (en plus des installations existantes).
Ces travaux ont un budget de 330 millions de francs suisses et incluent la construction de nouvelles galeries d'accès ainsi que d'une grande caverne (salle des machines souterraine) pour abriter les nouvelles installations hydroélectriques (turbine, pompe, alternateur-moteur, etc.). Selon le chef du projet, Alain Jaccard, « La [nouvelle] salle des machines est plus grande que la Cathédrale de Lausanne ».